# كورتيس برينكلي
كورتيس برينكلي (بالإنجليزية: Curtis Brinkley)‏ هو لاعب كرة قدم أمريكية أمريكي، ولد في 20 سبتمبر 1985 في فيلادلفيا في الولايات المتحدة.

## وصلات خارجية
- كورتيس برينكلي على موقع مرجع كرة القدم المحترفة.كوم (الإنجليزية)
- كورتيس برينكلي على موقع كلية كرة القدم في سبورتس رفرنس.كوم (الإنجليزية)